# The Road to the Heart
The Road to the Heart er en amerikansk stumfilm fra 1909 af D. W. Griffith.

## Medvirkende
- David Miles som Miguel
- Anita Hendrie som Vinuella
- Florence Lawrence
- Barry O'Moore som Jose